# Chinese Poker
Chinese Poker (auch bekannt als Russian Poker) ist eine Variante des Kartenspiels Poker. Jeder Spieler erhält 13 Karten eines 52-Karten-Decks. Typischerweise wird das Spiel mit vier Spielern gespielt, kann aber auch mit zwei oder drei Spielern gespielt werden.
Der Name ist aus dem Amerikanischen übernommen und stammt daher, dass es in den USA lange Zeit hauptsächlich von asiatischen Immigranten gespielt wurde. Im kantonesischen Ursprung des Spiels heißt es Sap Sam Cheung was 13 Karten bedeutet. Dieses Spiel ist vor allem in Hongkong und Teilen von Südostasien populär.

## Regeln
Jeder Spieler bekommt 13 Karten, die nicht austauschbar sind. Daraus hat er drei Hände zu bilden:
- Front Hand / Vorne: drei Karten
- Middle Hand / Mitte: fünf Karten (muss besser sein als die Front Hand – siehe Kombinationsmöglichkeiten)
- Back Hand / Hinten: fünf Karten (muss besser sein als die Middle Hand)

Da die Front Hand nur aus drei Karten besteht, werden die Kombinationsmöglichkeiten auf Drilling, ein Paar und höchste Karte reduziert. Die Hände werden dann in der Reihe nach verdeckt vor dem Spieler hingelegt.

### Surrender-Regel
Die übliche Spielweise von Chinese Poker erlaubt es dem Spieler nicht seine Karten zu folden. Spielt man jedoch mit der Surrender-Regel geht man folgendermaßen vor: Wenn alle Hände verdeckt abgelegt wurden, sagt man an, dass man aussteigt. Damit verliert man automatisch 0-2 gegen jeden Spieler (siehe → Wertung).

### Tausch-Regel
Wenn man mit drei Spielern spielt, kann man optional mit Tauschen spielen. Will man tauschen, muss man an jeden Spieler 2 Punkte zahlen, und kann dann beliebig viele seiner Karten mit den übrig gebliebenen Karten tauschen. Dabei kann man so spielen, dass der zuerst tauschen darf, der es als erster ansagt, oder bei abwechselndem Kartengeber, der zuerst tauschen darf, der als erstes nach dem Geber sitzt.

## Wertung
Bei der Wertung werden die einzelnen Hände (Vorne/Mitte/Hinten) mit denen der Gegner verglichen, und zwar Jeder gegen Jeden. Dabei zählt Front Hand gegen Front Hand, Middle Hand gegen Middle Hand und Back Hand gegen Back Hand. Ist man in einer Hand besser als der Gegner, bekommt man einen Punkt, ist man schlechter bekommt der Gegner einen Punkt. Für den Fall, dass beide Hände gleich stark sind, bekommt niemand einen Punkt.
Ein Beispiel: Ich schlage meinen Gegner in der Front Hand und der Back Hand, und verliere in der Middle Hand. Ich bekomme 2 Punkte und mein Gegner 1 Punkt (2-1). Schlage ich meinen Gegner in allen drei Händen, bekomme ich 3+1 = 4 (3 Punkte plus 1 Einsatz/Ante) Punkte. Gibt es in einer Hand ein Unentschieden, wird für diese Hand kein Punkt vergeben. Mit einer oder mehreren Unentschieden sind also auch die Kombinationen 2-0, 1-0, 1-1 (plus 1 Einsatz/Ante) möglich.

## Punktesysteme
Es gibt viele unterschiedliche Punktesysteme, und man kann sich seine eigenen Systeme machen. Allen Systemen gleich ist jedoch, dass man Punkte untereinander tauscht, das heißt die Summe aller Punkte immer Null ist. Wie viel ein Punkt wert ist, kann mit jedem Spieler einzeln abgesprochen werden, man muss nicht mit allen um den gleichen Betrag spielen.

### "2-4" Regel
Das gängigste Punktesystem ist die "2-4" Regel, bei der ein Spieler für den Gesamtsieg seiner drei Hände einen Extrapunkt bekommt. Bei einem 3-0 bekommt man also 4 Punkte, der Gegner 4 Minuspunkte. Bei einem 2-1 bekommt man 2 Punkte, der Gegner 2 Minuspunkte. Bei einem 1-1 oder 0-0 bekommt niemand Punkte. Bei einem 2-0 bekommt man 3 Punkte und der Gegner 3 Minuspunkte, und bei einem 1-0 bekommt man 2 Punkte und der Gegner 2 Minuspunkte.

### "1-6" Regel
Ein weiteres Punktesystem ist die "1-6" Regel, bei der ein Spieler 3 Extrapunkte für ein 3-0 bekommt. Bei einem 3-0 bekommt man also 6 Punkte, der Gegner 6 Minuspunkte. Bei einem 2-1 bekommt man 1 Punkt, der Gegner 1 Minuspunkt. Bei einem 1-1 oder 0-0 bekommt niemand Punkte. Bei einem 2-0 bekommt man 2 Punkte und der Gegner 2 Minuspunkte, und bei einem 1-0 bekommt man 1 Punkt und der Gegner 1 Minuspunkt.

## Royalties
Royalties sind Bonus-Hände, die einem Spieler Extrapunkte einbringen. Auch hier gibt es verschiedene Varianten die Punkte zu verteilen.
- Drilling in der Front Hand: 3 Punkte
- Full House in der Middle Hand: 1 Punkt
- Vierling in der Middle oder Back Hand: 3 Punkte
- Straight Flush in der Middle oder Back Hand: 4 Punkte
- Royal Flush in Back Hand: 5 Punkte

Die Punkte für Royalties werden ebenfalls mit jedem einzelnen Spieler verrechnet. Für einen Vierling in der Back Hand bekommt man also 3 Punkte von jedem Gegner, und entsprechend jeder Gegner 3 Minuspunkte.

## Natural Royalties
Natural Royalties sind Bonus-Hände, mit denen man automatisch gegen jeden Gegner gewinnt, und die entsprechenden Punkte bekommt. In diesem Fall findet keine weitere Wertung statt, auch keine Verrechnung mit möglichen Royalties der Gegner.
- Sechs Paare: 6 Punkte (Ein Vierling kann als zwei Paare benutzt werden)
- Drei Flushes: 3 Punkte (z. B. drei Herz in der Front Hand, 5 Pik in der Middle Hand und 5 Pik in der Back Hand)
- Drei Straßen: 3 Punkte (z. B. KQJT9, TJ987, 32A)
- 13-Karten-Straße: 13 Punkte (AKQJT98765432)
- 13-Karten-Royal-Flush: 50 Punkte (13-Karten-Straße in einer Farbe)

Straßen und Flushes in der Front Hand gibt es ausschließlich für die Wertung einer Natural Royalty, nicht für die normale Wertung.

## Beispiel

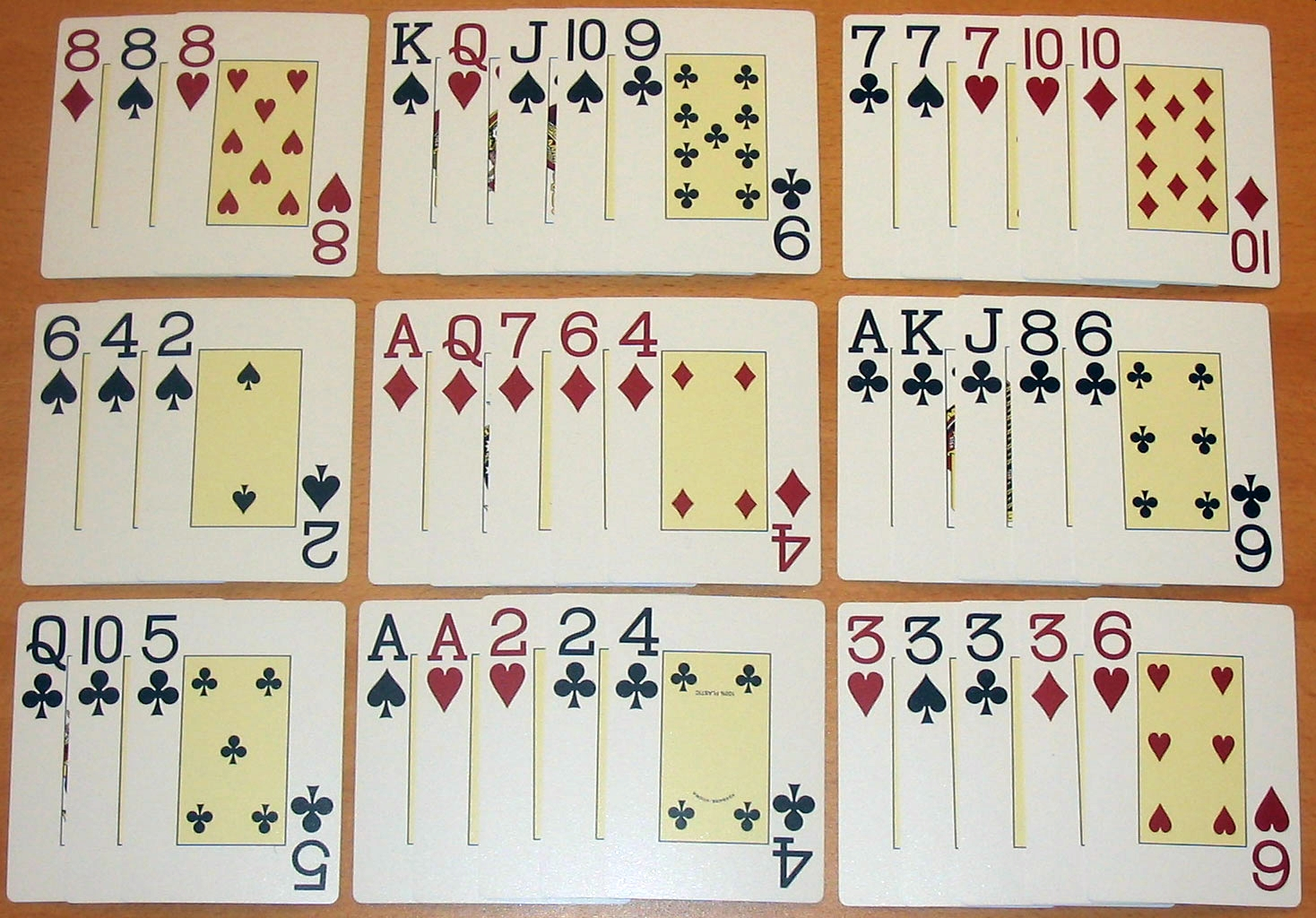
Ein Beispiel für einen Showdown beim Chinese Poker.

Bei der Wertung geht man der Reihe nach vor und vergleicht jede Hand mit Jeder. Spieler 1 (oben) mit der Hand [8-8-8 K-Q-J-T-9 7-7-7-T-T] verliert 3 Punkte an Spieler 2 (Mitte) mit der Hand [3-Pik 5-Karo 5-Kreuz], denn Spieler 2 hat einen Natural Royalty in Form von drei Flushes. Der Drilling in der Front Hand bringt Spieler 1 in diesem Fall keine Punkte.
Gegen Spieler 3 (unten) mit der Hand [Q-T-5 A-A-2-2-4 3-3-3-3-6] gewinnt Spieler 1 die Front Hand und die Middle Hand und verliert die Back Hand, also 2-1. Nach der "2-4" Regel gewinnt Spieler 1 zwei Punkte gegen Spieler 3, und dazu kommen noch die Royalties. Für den Drilling in der Front Hand bekommt Spieler 1 drei Punkte von Spieler 3, und für den Vierling in der Back Hand bekommt Spieler 3 drei Punkte von Spieler 1. Insgesamt gewinnt Spieler 1 also 2 Punkte von Spieler 3.
Spieler 2 bekommt ebenfalls 3 Punkte von Spieler 3, da er drei Flushes hält, und auch hier bringt der Vierling Spieler 3 keine Punkte ein.
Wenn alle Spieler um denselben Betrag pro Punkt spielen, kann man die Ergebnisse auch miteinander verrechnen, und Spieler 1 bekommt in dieser Runde 1 Minuspunkt angerechnet, Spieler 2 bekommt 6 Punkte, und Spieler 3 erhält 5 Minuspunkte. Die Summe der Punkte dieser Runde ist wie immer 0.

## Bedeutung
Der professionelle Pokerspieler Phil Ivey erklärte in einer Radiosendung, dass er häufig nebenbei Chinese Poker spiele. Am EPT Monte Carlo-Turnier im November 2005 wollte er an sich nicht teilnehmen, änderte seine Meinung aber, weil er Barry Greenstein überreden konnte, mit ihm Chinese Poker zu spielen. Chinese Poker wird von vielen professionellen Spielern nebenbei bei Turnieren gespielt, ist aber auch für Amateure eine interessante Variante.
Chinese Poker wurde auch bei der World Series of Poker 1995 und der World Series of Poker 1996 als reguläre Veranstaltung gespielt.